# مايكل مادسن (ملاكم)
مايكل مادسن (بالدنماركية: Michael Madsen)‏ (مواليد 26 مارس 1958) هو ملاكم دنماركي، مثّل بلاده في الألعاب الأولمبية الصيفية 1980.

## روابط خارجية
مايكل مادسن على موقع أوليمبيديا (الإنجليزية)